# Poison Prince
Poison Prince is de eerste single van het debuutalbum This Is the Life van Amy Macdonald. Het werd als eerste uitgebracht op 7 mei 2007 en voor de tweede keer op 19 mei 2008.
De songtekst is gebaseerd op het leven van de zanger Pete Doherty, en wordt wel gezien als een ode aan hem.
- De single behaalde plaats 136 in de UK Singles Chart.